# 1470 Carla
1470 Carla eller 1938 SD är en asteroid i huvudbältet, som upptäcktes den 17 september 1938 av den tyske astronomen Alfred Bohrmann i Heidelberg. Den har fått sitt namn efter Carla Ziegler, en vän till upptäckaren.
Asteroiden har en diameter på ungefär 36 kilometer.